# 魯文加內峰
72°54′S 3°28′W / 72.900°S 3.467°W
魯文加內峰，是南極洲的山峰，位於毛德皇后地的瑪塔公主海岸，處於里溫根峰以北的博格地塊南部，挪威製圖師根據探險隊的測量和拍攝的空中照片繪入地圖，現時由南極條約體系管理。